# المدرسة التوفيقية
المدرسة التوفيقية وتسمى أيضا مدرسة جامع الهواء: وهي إحدى مدارس مدينة تونس التي بنيت في العهد الحفصي، وتعتبر  من المعالم التاريخية، وهو مستغلة حاليا كمقر لأحد المعاهد العليا التابعة لجامعة الزيتونة. 

## موقعها
تقع المدرسة التوفيقية بساحة معقل الزعيم قرب جامع الهواء بتونس العاصمة.

## تأسيسها
اهتم الحفصيون بتأسيس المدارس ومن أهم ما أسسوه المدرسة العنقية والمدرسة المستنصرية والمدرسة الشماعية. أما المدرسة التوفيقية فقد أسستها عام 1253م  الأميرة الحفصية عطف زوجة السلطان أبي زكرياء الحفصي وأم  المستنصر الحفصي، كما أسست الجامع المجاور لها. وقد رتّب فيهما المستنصر دروسا في العلوم ومختلف الفنون خصّ بها عددا من العلماء من الأندلس.

## من مشائخها
- الفقيه محمد بن عبد السلام بن يوسف الهواري، المتوفى عام 749هـ /1393 وهو أستاذ ابن خلدون [2]

## نضال طالبي
شهدت هذه المدرسة عام 1928 اجتماعات طالبية للتحضير لأول وأطول إضراب يشنه الطلبة الزيتونيون في العشرينات وقد بدأ في من منتصف ديسمبر من تلك السنة واستمر إلى 20 جانفي 1929.

## دورها
تأسست هذه المدرسة للتعليم، وأساسا لتعليم المذهب الموحدي الذي تتبعه الدولة الحفصية مثلها في ذلك مثل بقية المدارس الحفصية. إلا أن رسوخ المذهب المالكي حولها إلى مدارس مالكية. وعلى أية حال فقد تحولت المدرسة التوفيقية مثل غيرها من المدارس ليقتصرلا دورها على إيواء طلبة جامع الزيتونة وأصبحت تسمى مدرسة سكنى. ثم اتخذت مقرا للمعهد العالي للحضارة الإسلامية التابع للجامعة الزيتونية عند بعثه عام 1995. 

## وصلة خارجية
- موقع المعهد العالي لحضارة الإسلامية

1. ↑  خلواتي صحراوي، "الأمة الحفصية حلقة ذهبية في سلسلة تاريخ أمتنا المجيد: دراسة معرفية وسسيولوجية للأمة الحفصية"، مجلة علوم إنسانية السنة السابعة: العدد 42: ، صيف 2009
2. ↑  بوبة مجاني، "المدارس الحفصية ونظامها"، 1999